# Willi Gerner
Willi Gerner (* 11. Dezember 1939 in Würzburg; † 30. Oktober 2008 in München) war ein deutscher Gewerkschafter.
Gerner war ab 1965 in der Gewerkschaft Öffentliche Dienste, Transport und Verkehr (ÖTV) aktiv. 1980 wurde er zum stellvertretenden Landesvorsitzenden der ÖTV Bayern gewählt. Von 1989 bis zum Eintritt in den Ruhestand am 31. August 2002 war er Mitglied des Vorstandes der Bayernwerk AG und ab Juli 2000 bei der E.ON Energie AG. In seiner Funktion als Arbeitsdirektor war er maßgeblich an der Entstehung eines gemeinsamen Tarifvertrages für die rund 22.000 Beschäftigten der E.ON Energie-Unternehmensgruppe beteiligt, der tarifpolitisch und für die Branche richtungsweisend war.
Über seinen beruflichen Wirkungskreis hinaus gehörte er ehrenamtlich dem Präsidium des Wirtschaftsbeirats der Union an und war dort Vorsitzender des Arbeitskreises Arbeitsmarktpolitik sowie seit 2005 Vorsitzender des Fachausschusses für Sozial- und Arbeitsmarktpolitik.
Für seine Verdienste um die bayerische Wirtschaft und sein ehrenamtliches Engagement wurde er 2002 mit dem Bundesverdienstkreuz am Bande geehrt.
| Personendaten    | Personendaten            |
| ---------------- | ------------------------ |
| NAME             | Gerner, Willi            |
| KURZBESCHREIBUNG | deutscher Gewerkschafter |
| GEBURTSDATUM     | 11. Dezember 1939        |
| GEBURTSORT       | Würzburg                 |
| STERBEDATUM      | 30. Oktober 2008         |
| STERBEORT        | München                  |